# Hyssia dilutior
Hyssia dilutior är en fjärilsart som beskrevs av Leo Schwingenschuss 1924. Hyssia dilutior ingår i släktet Hyssia och familjen nattflyn. Inga underarter finns listade i Catalogue of Life.